# Thrybergh
Thrybergh est un village anglais du district métropolitain de Rotherham dans le Yorkshire du Sud.